# Первый дивизион чемпионата мира по хоккею с шайбой 2024
Чемпионат мира по хоккею с шайбой 2024 года в I-м дивизионе — спортивное соревнование по хоккею с шайбой под эгидой ИИХФ, которое состоялось в группе A с 28 апреля по 4 мая в итальянском городе Больцано, а в группе В с 27 апреля по 3 мая в литовской столице Вильнюс.

## Регламент
- По итогам турнира в группе А: команды, занявшие первое и второе места, получит право играть в ТОП-дивизионе чемпионата мира 2025 года, а команда, занявшая последнее место, переходит в группу B первого дивизиона чемпионата мира 2025 года.
- По итогам турнира в группе B: команда, занявшая первое место, получит право играть в 2025 году в группе А, а команда, занявшая последнее место, перейдёт в группу A второго дивизиона чемпионата мира 2025 года.

## Итоги турнира

### Группа A
- Сборные Венгрии и Словении вышли в ТОП-дивизион чемпионата мира 2025 года.
- Сборная Южной Кореи вылетела в группу В первого дивизиона.

### Группа B
- Сборная Украины вышла в группу А первого дивизиона.
- Сборная Нидерландов вылетела в группу А второго дивизиона чемпионата мира 2025.

## Участвующие команды
В чемпионате приняли участие 12 национальных команд — 9 из Европы и три — из Азии. Сборные Венгрии и Словении вылетели из ТОП-дивизиона прошлого года, сборная Испании перешла из второго дивизиона 2023 года, остальные — с турнира первого дивизиона 2023 года.

### Группа А
| Сборная          | Квалификация                                                                 |
| ---------------- | ---------------------------------------------------------------------------- |
| Венгрия          | Заняла 15-е место в топ—дивизионе в 2023 году и вылетела оттуда              |
| Словения         | Заняла 16-е место в топ—дивизионе в 2023 году и вылетела оттуда              |
| Италия           | Хозяева, заняла 3-е место в группе A первого дивизиона в 2023 году           |
| Республика Корея | Заняла 4-е место в группе А первого дивизиона в 2023 году                    |
| Румыния          | Заняла 5-е место в группе А первого дивизиона в 2023 году                    |
| Япония           | Заняла 1-е место в группе B первого дивизиона и поднялась оттуда в 2023 году |

### Группа В
| Сборная    | Квалификация                                                                         |
| ---------- | ------------------------------------------------------------------------------------ |
| Литва      | Хозяева, заняла 6-е место в группе А первого дивизиона в 2023 году и вылетела оттуда |
| Украина    | Заняла 2-е место в группе B первого дивизиона в 2023 году                            |
| Китай      | Заняла 3-е место в группе B первого дивизиона в 2023 году                            |
| Эстония    | Заняла 4-е место в группе B первого дивизиона в 2023 году                            |
| Нидерланды | Заняла 5-е место в группе B первого дивизиона в 2023 году                            |
| Испания    | Заняла 1-е место в группе А второго дивизиона и поднялась оттуда в 2023 году         |

## Группа А

### Таблица
|  | Команда, выходящая в ТОП-дивизион чемпионата мира 2025 года                 |
|  | Команда, переходящая в группу B первого дивизиона чемпионата мира 2025 года |

| М | Сборная          | И | В | ВО | ПО | П | ШЗ | ШП | РШ  | О  |
| - | ---------------- | - | - | -- | -- | - | -- | -- | --- | -- |
| 1 | Венгрия          | 5 | 3 | 1  | 0  | 1 | 15 | 8  | +7  | 11 |
| 2 | Словения         | 5 | 3 | 0  | 0  | 2 | 14 | 8  | +6  | 9  |
| 3 | Италия           | 5 | 2 | 1  | 1  | 1 | 20 | 10 | +10 | 9  |
| 4 | Румыния          | 5 | 3 | 0  | 0  | 2 | 11 | 17 | -6  | 9  |
| 5 | Япония           | 5 | 1 | 0  | 1  | 3 | 11 | 17 | -6  | 4  |
| 6 | Республика Корея | 5 | 1 | 0  | 0  | 4 | 12 | 23 | -11 | 3  |

## Группа В

### Таблица
|  | Команда, выходящая в группу А первого дивизиона чемпионата мира 2025 года   |
|  | Команда, переходящая в группу A второго дивизиона чемпионата мира 2025 года |

| М | Сборная    | И | В | ВО | ПО | П | ШЗ | ШП | РШ  | О  |
| - | ---------- | - | - | -- | -- | - | -- | -- | --- | -- |
| 1 | Украина    | 5 | 5 | 0  | 0  | 0 | 31 | 2  | +29 | 15 |
| 2 | Литва      | 5 | 4 | 0  | 0  | 1 | 16 | 7  | +9  | 12 |
| 3 | Эстония    | 5 | 2 | 1  | 0  | 2 | 11 | 20 | -9  | 8  |
| 4 | Китай      | 5 | 2 | 0  | 0  | 3 | 11 | 16 | -5  | 6  |
| 5 | Испания    | 5 | 1 | 0  | 1  | 3 | 6  | 20 | -14 | 4  |
| 6 | Нидерланды | 5 | 0 | 0  | 0  | 4 | 4  | 13 | -9  | 0  |